# 44.º Prêmio Jabuti
O 44º Prêmio Jabuti foi realizado em 2002, premiando obras literárias referentes a lançamentos de 2001.

## Prêmios
Os premiados foram:
- Manoel de Barros, livro do ano ficção
- Ruth Rocha/Anna Flora, livro do ano não-ficção
- Rubens Figueiredo, romance
- Fernando Sabino, contos e crônicas
- Claudia Roquette-Pinto, poesia
- José Paulo Pais, Poesia - categoria especial
- Haroldo de Campos, Tradução
- Roger Mello, Literatura Infantil/Juvenil
- Lucia Santaella, Teoria Literária Lingüística
- István Jancsò/Iris Kantor (org), Ciências Humanas
- Tânia Ferreira, Educação e Psicologia
- Sergio Dario Seibel/Alfredo Toscano Jr., Ciências Naturais e da Saúde
- Marcelo Gleiser, Ciências Exatas, Tecnologia e Informática
- Marcio Pochmann, Economia, Administração, Negócios e Direito
- Roger Mello, Ilustração Infantil ou Juvenil
- Raul Loureiro, Capa
- Victor Burton, Produção Editorial
- Claudio Bojunga, Reportagem e Biografia
- Armênio Uzunian/Ernesto Birner, Didático 1o e 2o Grau

## Ver Também
- Prêmio Prometheus
- Os 100 livros Que mais Influenciaram a Humanidade
- Nobel de Literatura